# Bakelittelefonen

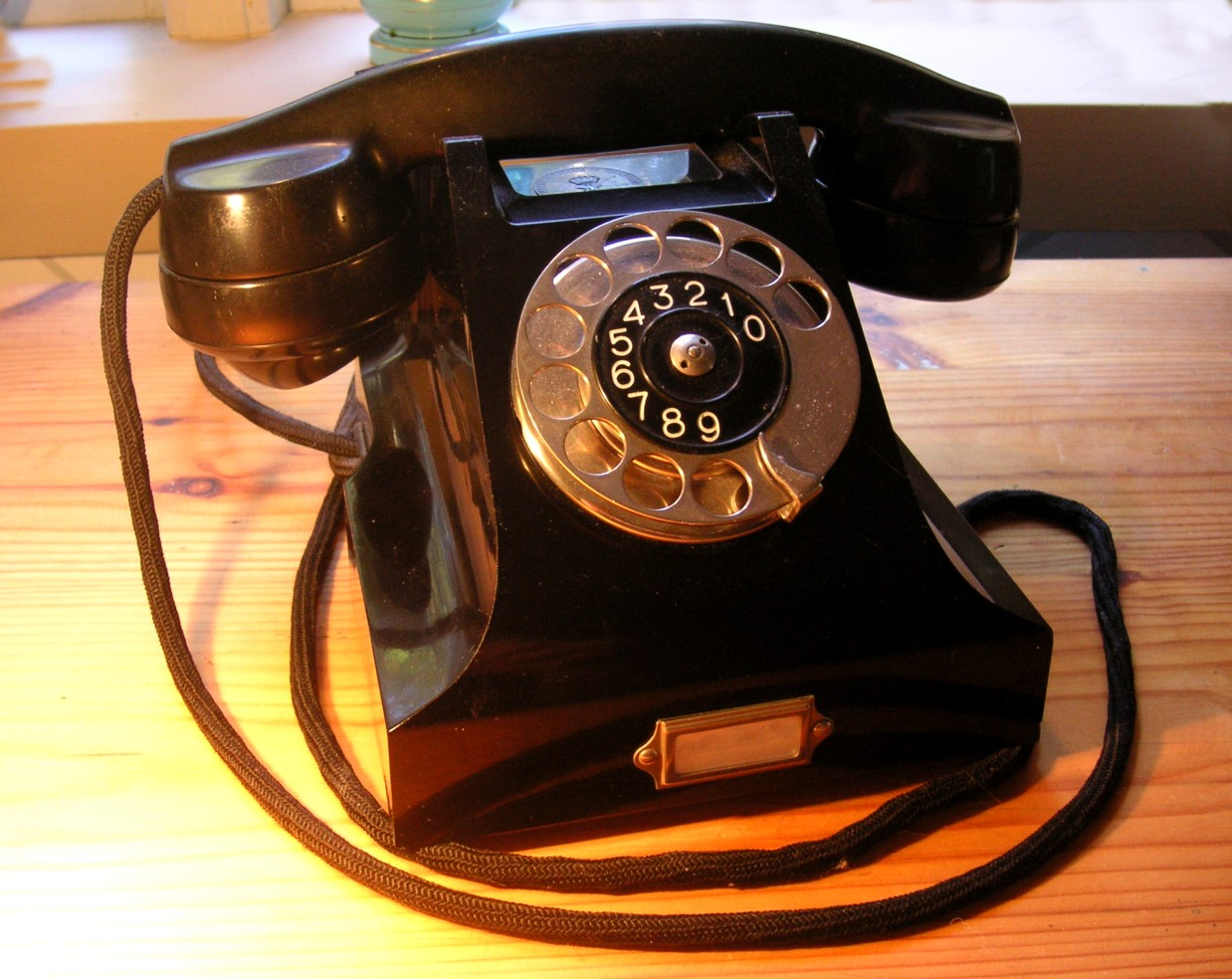
Ericssons bakelittelefon 1931-1947

Bakelittelefonen, officiellt även kallad DBH 1001, m33, N1020 eller DE 702, var en svensk standardtelefon av bakelit som tillverkades i över trettio år mellan 1931 och 1962.

## Historik
Ericssons bakelittelefon från 1931 var ett samarbetsprojekt mellan Elektrisk Bureau i Oslo samt LM Ericsson och Televerket i Sverige. Apparaten konstruerades av Christian Bjerknes och hade formgivits av konstnären Jean Heiberg. Det var världens första bakelittelefon med klyka och fingerskiva helt integrerade med apparatkåpan och var mycket modern för sin tid. Fram till början på 1930-talet var apparatkåpan på de svenska telefonmodellerna fortfarande av plåt. Materialbytet från plåt till bakelit medförde nya möjligheter till formgivningen och samtidigt även en sänkning av produktionstiden för kåpan från cirka sju dagar till cirka sju minuter. Bakelittillverkningen i Sverige hade startat på AB Alpha år 1920, och hösten 1929 hade Ericsson köpt företaget och blev därmed tillverkare av bakelitprodukter.

## Apparatdesign

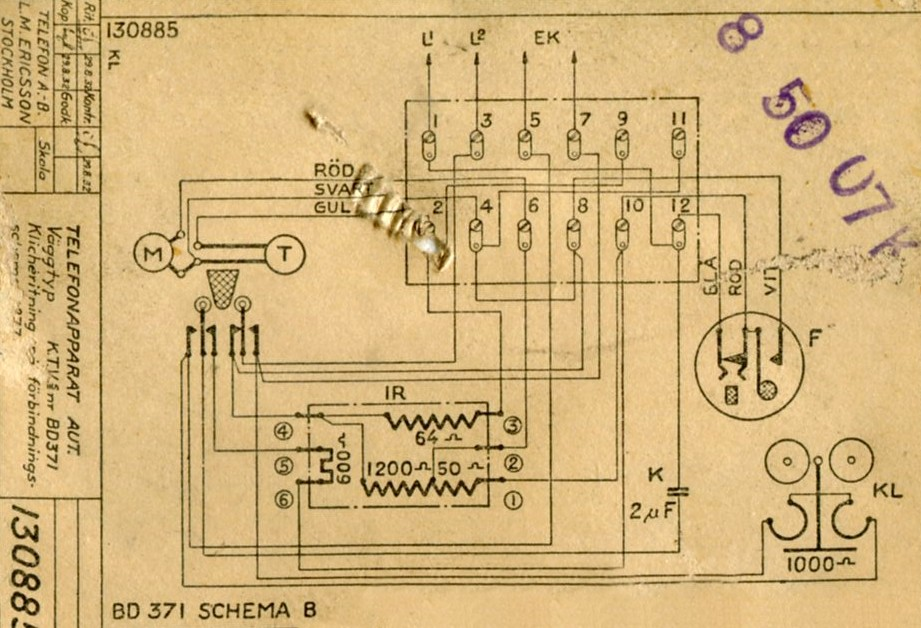
Kopplingsschema från 1932.

Apparaten med sin enkla, skarpkantiga design i funktionalismens stilideal blev folkhemmets telefonapparat och förebild för många utländska modeller. I utlandet gick den under namnet the Swedish type of telephone och i Storbritannien, där apparaten hade kompletterats med ett utdragbart telefonblock, förekom benämningen the Cheesedish. Apparaten tillverkades från 1933 i en förminskad variant och från 1947 med mjukare, avrundade kanter med modellbeteckning "m50", den fanns även i vit melamin och då ersattes fingerskivan av metall med en av plast och spiralsladden blev standard.

## Varianter
Redan i mitten på 1930-talet lanserade Ericsson en vit "bakelit"-telefon, den visades gärna i annonser och påfallande ofta i händerna på en ung dam. Det var ingen massvara och ingick i ett specialsortiment som var i regel tillverkade av härdplasten urea-formaldehyd. Till New York World's Fair 1939 ställde Ericsson ut en genomskinlig variant tillverkad av akrylplasten diakon. Normalt var standardfärgen svart, men det fanns modeller i murrigt brunt, rött och grönt —  bakeliten tillät inga klara färger. Hela apparaten inklusive lur vägde knappt tre kilogram. 
Under 1950-talet experimenterade Ericsson även med knappsats istället för fingerskiva, det skulle dock dröja över tio år till innan knappsatsen blev standard på svenska telefoner.  År 1962 avlöstes bakelittelefonen av den betydligt lättare standardapparaten Dialog.

## Bilder

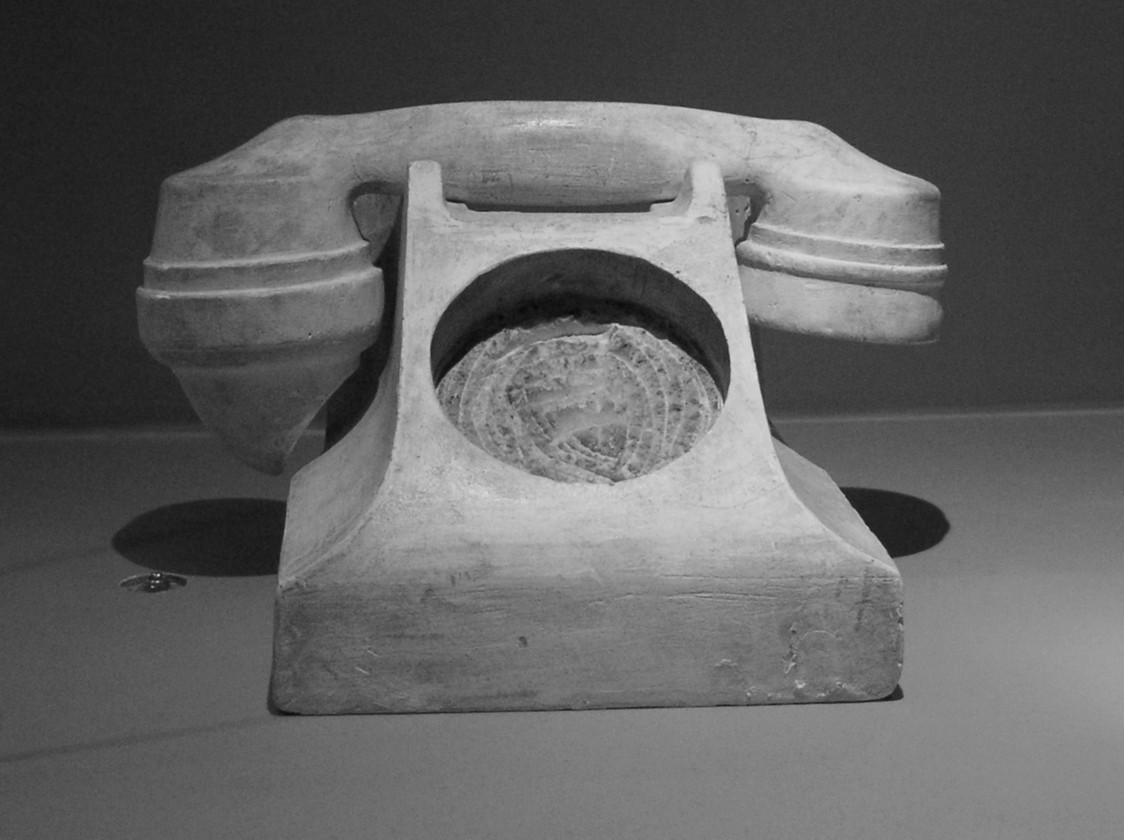
Gipsmodellen från 1930.
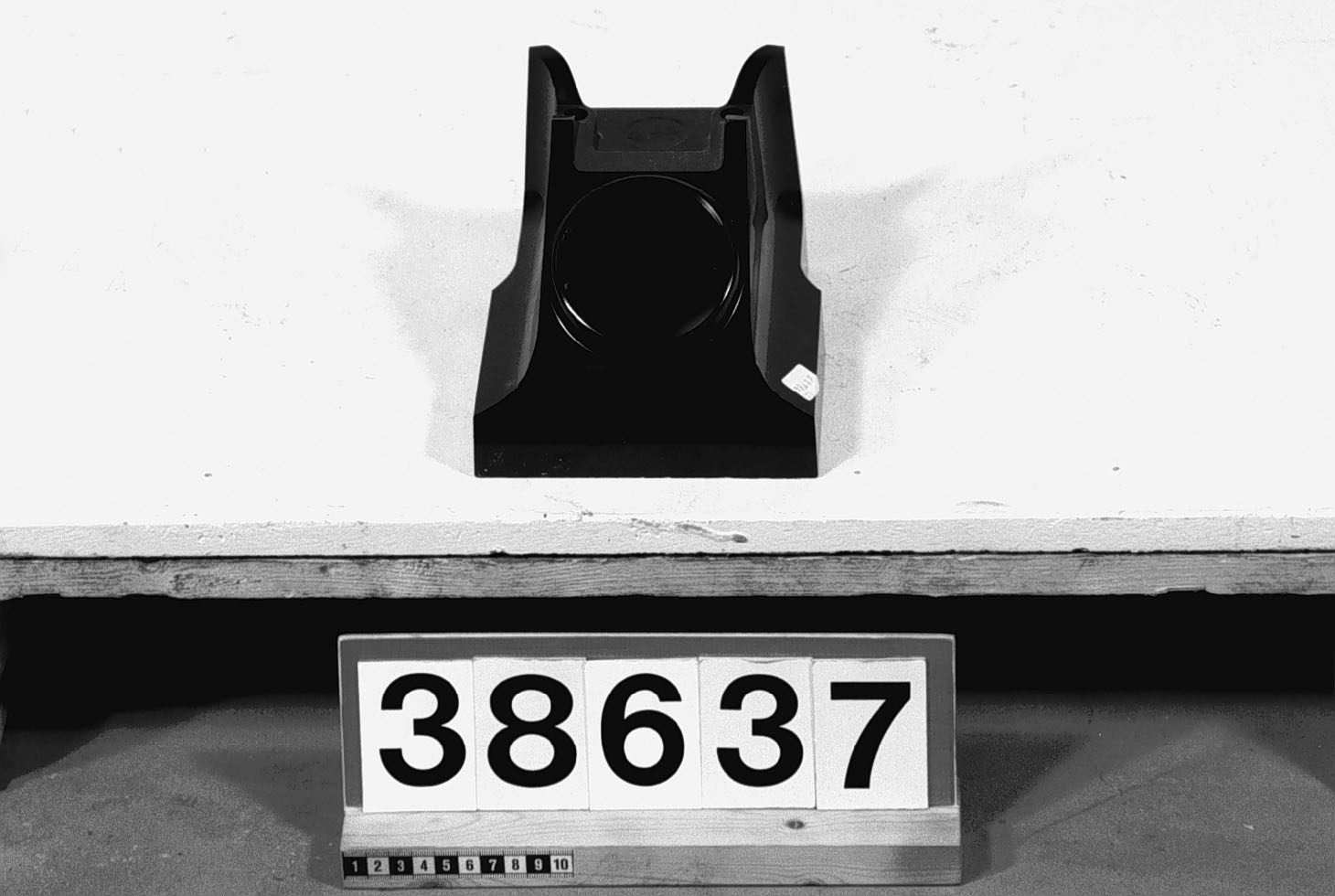
Pressad bakelitkåpa från 1931.
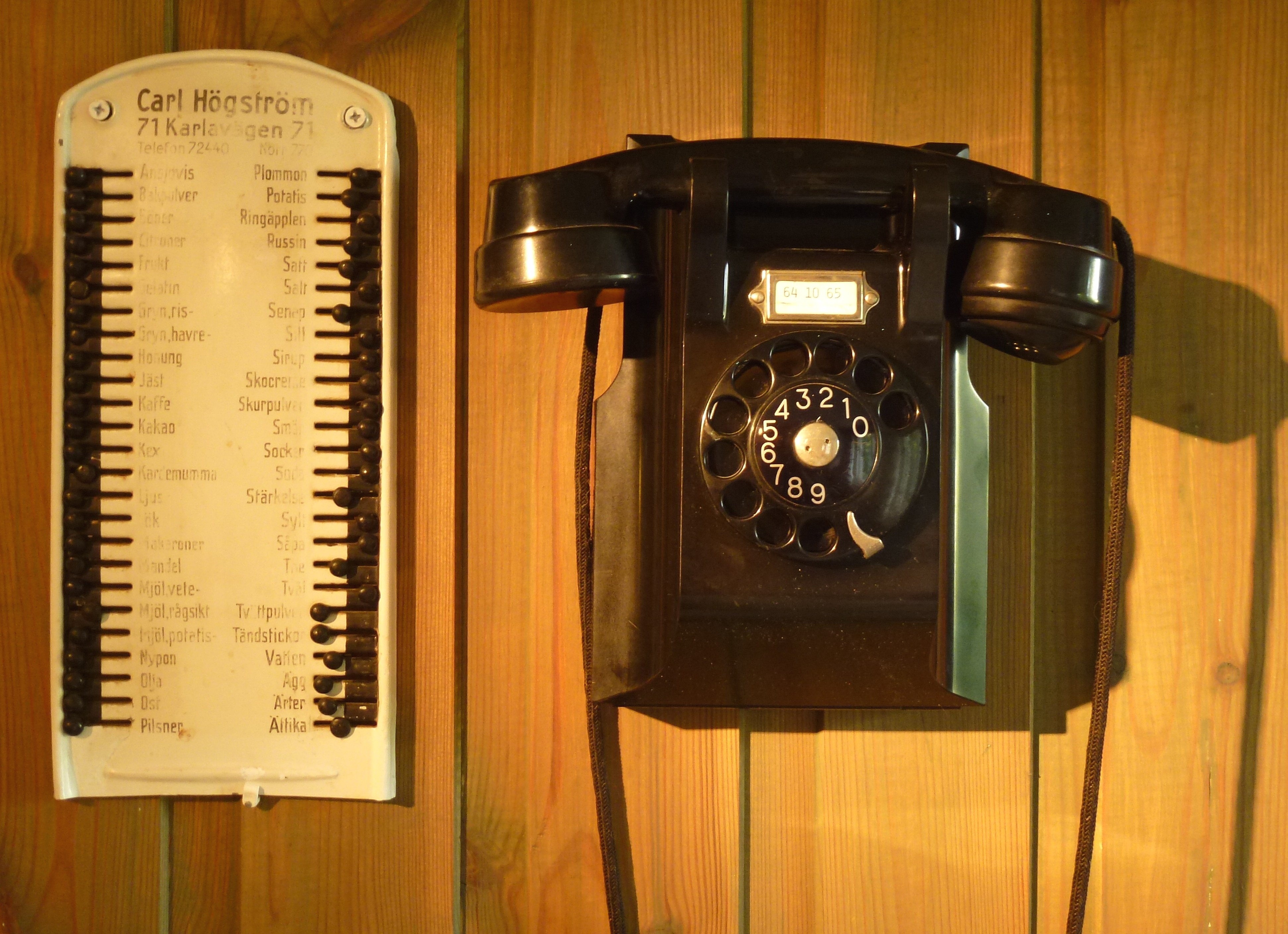
Väggmodellen från 1932.
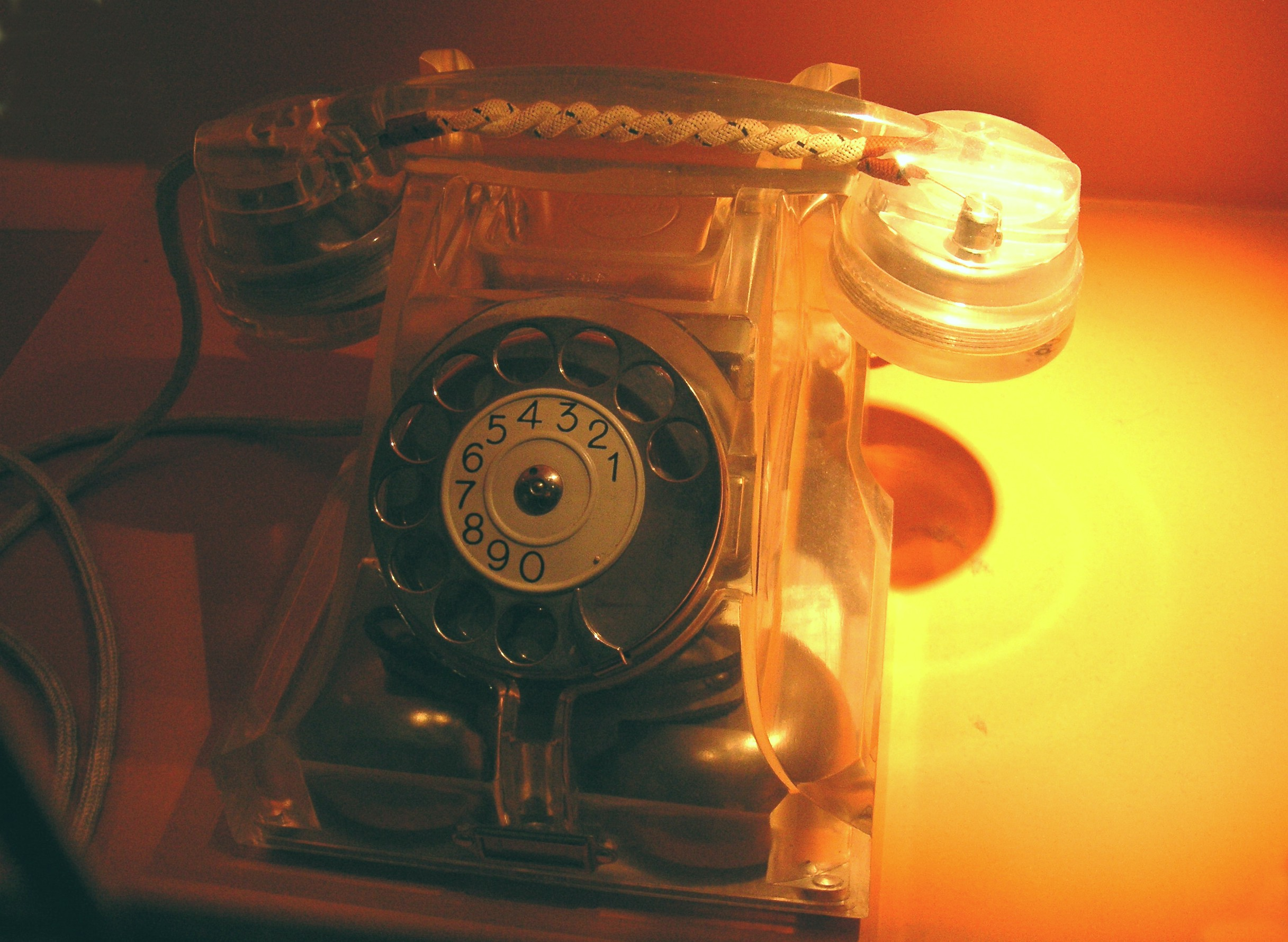
Genomskinliga modellen 1939.
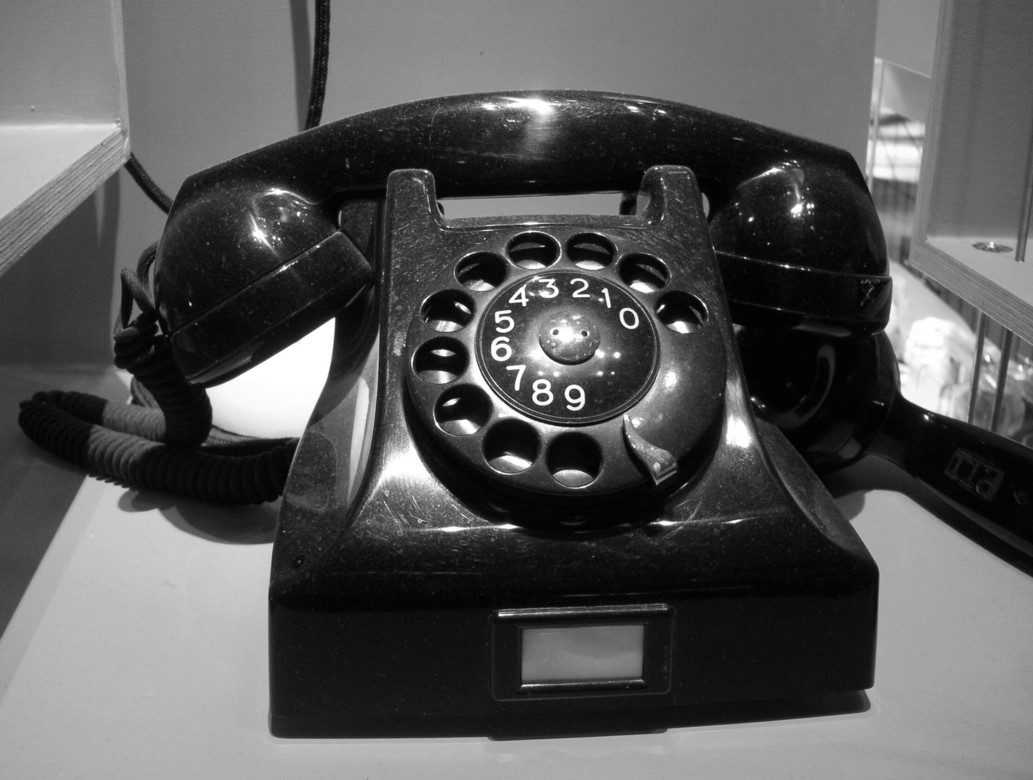
Ericssons bakelittelefon 1947-1962.
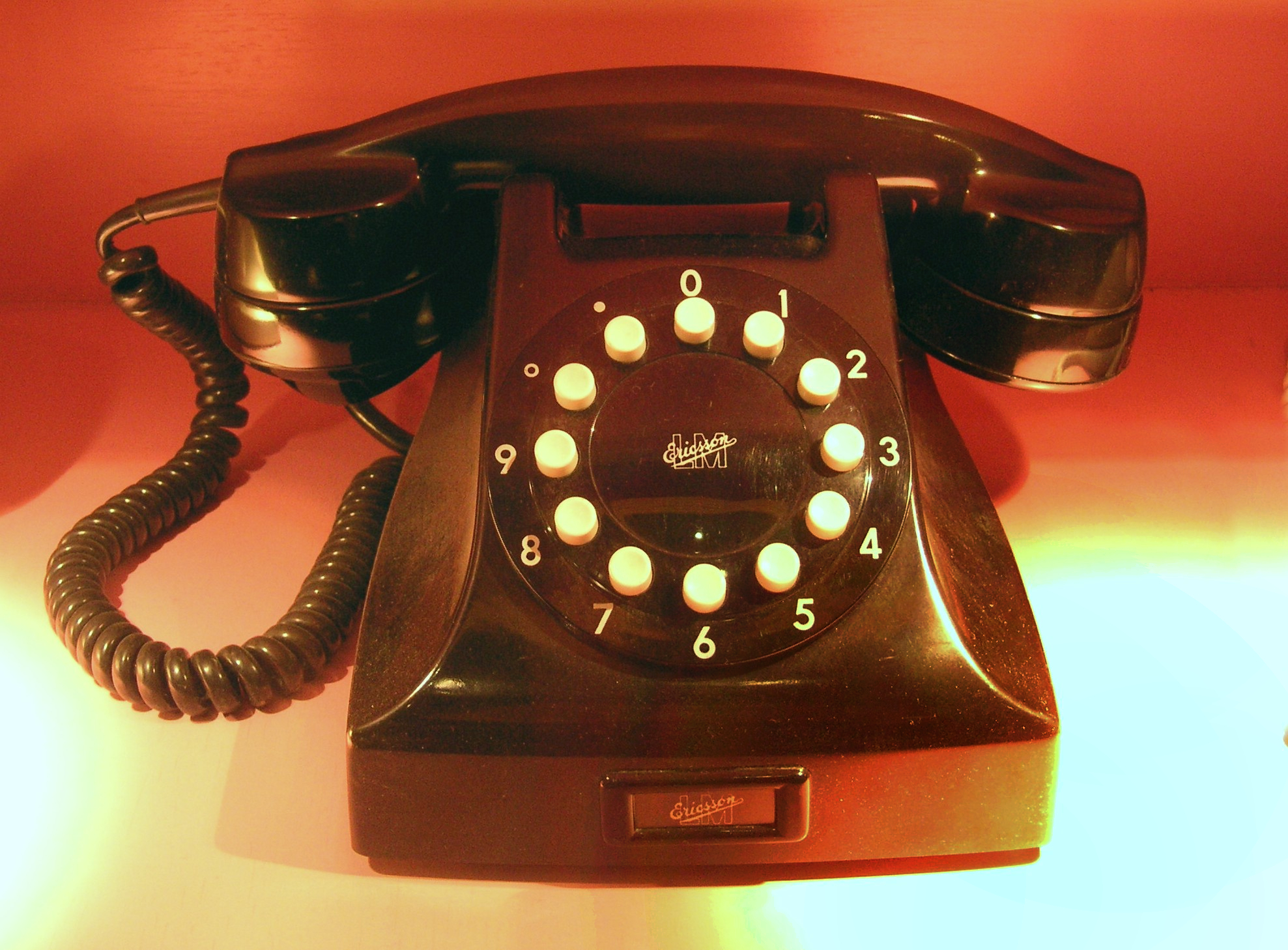
Experiment-telefon, svart med knappsats.